# Reklame (Ingeborg Bachmann)
Reklame ist eines der bekanntesten Gedichte der österreichischen Lyrikerin Ingeborg Bachmann. Es wurde 1956 in ihrem zweiten Gedichtband Anrufung des großen Bären veröffentlicht. Seitdem wurde Reklame in zahlreichen Anthologien der deutschsprachigen Nachkriegsliteratur publiziert und hat Eingang in die Schullektüre gefunden. Marcel Reich-Ranicki nahm das Gedicht 2005 in seinen Kanon der deutschen Literatur auf.
Beeinflusst von einem Amerikaaufenthalt, thematisierte Ingeborg Bachmann in Reklame den Gegensatz zwischen den existenziellen Fragen eines Menschen nach Orientierung und Vergänglichkeit und den Scheinantworten, die ihm die Werbung mit ihren Trost versprechenden Floskeln vermittelt.

## Aufbau und Stil
Das Gedicht weist keine Strophengliederung und kein Reimschema auf. Die insgesamt 20 Verse sind unterschiedlich lang und nicht durch Satzzeichen unterteilt. Sie erinnern damit eher an die Zeilen eines Prosatexts als an lyrische Verse. Bereits der Schriftwechsel in jeder Zeile von recte zu kursiv sowie von Großschreibung zu Kleinschreibung weist darauf hin, dass es sich um zwei verschiedene Sprecher handelt, die in Montagetechnik miteinander verknüpft werden. Auf sorgenvolle Fragen folgen beruhigende Phrasen:
Wohin aber gehen wir

ohne sorge sei ohne sorge

wenn es dunkel und wenn es kalt wird

sei ohne sorge
Der Wechsel der Verbform von der ersten Person im Plural – dem Lyrischen Wir – zur zweiten Person im Singular erweckt den Eindruck eines Frage-Antwort-Spiels, auf dessen letzte, durch die eingeschobene Leerzeile hervorgehobene Frage keine Antwort erfolgt:
was aber geschieht

am besten

wenn Totenstille

eintritt.
Der Rhythmus der beiden Sprecher ähnelt sich. Doch während die recte gesetzten Zeilen im Wechsel zwischen Jamben und Anapästen den Eindruck von Unruhe vermittelt, sorgen die Anapäste des kursiven Textes „für Aufschwung“ und erinnern an Musik, was im Text selbst explizit betont wird: „mit Musik“.
Das Gedicht ist der Gedankenlyrik zuzuordnen.

## Interpretation
Aufgeteilt auf zwei Sprecher werden zwei verschiedene Formen der Reklame vorgeführt: die Reklame als Werbung, die eine „Problemlösung durch Problemverdrängung“ verspricht und materielle Ersatzbefriedigung für das Fehlen von Antworten in Aussicht stellt. Auf der anderen Seite steht der sorgenvoll Fragende als Reklamierender und Lamentierender, der nach Antworten sucht, die ihm nicht gegeben werden. Seine vier Fragen führen vom „Bedürfnis nach Geborgenheit“ zur „Orientierung in der geistigen und existenziellen Unsicherheit“ vor der Erkenntnis der eigenen Endlichkeit bis zur Suche nach „einer letzten Instanz“.
Geantwortet wird ihm durch Einflüsterungen der Werbesprache, deren Scheinantworten Trost versprechen, in Wahrheit aber nur Versuche sind, den Fragenden zu beschwichtigen und narkotisieren. Sie nehmen die Form einer Litanei an. „Der Singsang der Werbesprache appelliert an die Sorglosigkeit und verspricht Heiterkeit – Musik ist Droge.“ Die „Werbung ist Abwerbung, Ablenkung des Menschen von der Suche nach einem Daseinsziel.“ Die Werbestimme erinnert an eine sich ständig wiederholende Lautsprecherdurchsage, deren Motive sich allerdings am Ende ineinander zu verwirren scheinen. Ihre Suggestion und Überredung, ihre ständigen Wiederholungen derselben Floskeln legen den Verdacht nahe, die Werbestimme wolle nicht nur den Angesprochenen, sondern auch die eigene aufkeimende Verunsicherung beruhigen.
Im Mittelpunkt der Werbebotschaft steht der Neologismus der „Traumwäscherei“. Er erinnert an „Traumfabrik“ und „Gehirnwäsche“ und weckt Assoziationen an den Titel einer Erzählung von Ingeborg Bachmann: Ein Geschäft mit Träumen. Auch in der Traumwäscherei der Werbung findet ein Geschäft statt. Träume als mögliche gesellschaftliche Gegenentwürfe werden durch die Beeinflussung der Massenmedien auf die Ersatzbefriedigung durch Konsum gelenkt. Die „Traumwäscherei“ steht als Metapher für die Verdrängung der menschlichen Ängste und Sehnsüchte durch die Verheißungen der Reklame. Erst im Angesicht des Todes verliert die Werbung ihre Macht. Nach dem Wort „Totenstille“ bricht der Lautsprecher ab. Am Ende bleibt nur noch die Stimme des Fragenden zurück, ohne eine Antwort zu erhalten.
„Das Gedicht zeigt nicht nur, wie der Mensch von verführerischen Stimmen umstellt ist und von Reklameverheißungen berieselt wird, die ins Unterbewußtsein drängen, sondern auch, wann und wo die suggestive Gewalt der Reklame versagt: im Angesicht des Todes.“
Andreas Hapkemeyer fasst zusammen: „Ingeborg Bachmann stellt dichterisch das dar, was der Philosoph und Soziologe Herbert Marcuse, der lange in Amerika gelebt hat, als die magischen, autoritären, rituellen Elemente der Medien und der Reklame bezeichnet, die dahin tendieren, die Besinnung des Menschen auf seine ureigensten Fragen zu verhindern und mit Scheinfragen und -antworten zu überlagern.“

## Verbindung zu anderen Werken Bachmanns
Reklame weist starke Verbindungen zu anderen Werken Ingeborg Bachmanns auf, insbesondere ihren beiden Hörspielen Die Zikaden und Der gute Gott von Manhattan sowie ihres späten Romans Malina. Auch in Malina setzte Bachmann weite Teile des Textes in Kursivschrift, und wie in Reklame überdauert am Ende die Normalschrift den verstummenden kursiv gesetzten Gegentext. In Die Zikaden erinnert die Stimme Antonios an die einschmeichelnde Werbestimme aus Reklame und wird wie diese mit Musik assoziiert. In Der gute Gott von Manhattan nimmt ein in Majuskeln gesetzter Text eine ähnlich werbende Rolle ein wie die kursiven Verse aus Reklame. Sowohl dieses Hörspiel als auch Reklame entstanden kurz nach einem Amerikaaufenthalt Ingeborg Bachmanns im Juli 1955 in New York City, der durch die allgegenwärtige Werbemaschinerie eine starke Wirkung auf die Schriftstellerin hinterließ.
Unter dem Titel „Ein Geschäft mit Träumen“ hat Ingeborg Bachmann weiterhin ein Hörspiel und eine Erzählung verfasst.
„Träume können Gegenbilder zur Welt der gesellschaftlichen Zwänge erstehen lassen oder solche Zwänge zu Albträumen verdeutlichen; fragwürdig sind die Geschäfte der Konsumindustrie, wenn sie mit den Mitteln der Massenbeeinflussung alle menschlichen Ängste, Sehnsüchte und Hoffnungen, die den Verkaufsstrategien entgegenwirken können, verdrängen, um dafür Ersatzbefriedigungen anzubieten.“ – „‚Traumwäscherei‘ ist eine Metapher für ebendiese Verdrängung.“

## Textausgaben
- Erstveröffentlichung in: Jahresring 56/57. Ein Querschnitt durch die deutsche Literatur und Kunst der Gegenwart. [Band 3] Stuttgart 1956, S. 229.
- Ingeborg Bachmann: Anrufung des Großen Bären. 10. Auflage. Piper, 1983, ISBN 3-492-20307-8.
- Ingeborg Bachmann: Werke I. München 1978.

## Sekundärliteratur
- Karen Achberger: Understanding Ingeborg Bachmann. University of South Carolina Press, Columbia 1995, ISBN 0-87249-994-4, S. 19.
- Walter Hinck: Traumwäscherei. In: Marcel Reich-Ranicki (Hrsg.): Frankfurter Anthologie. Gedichte und Interpretationen.   Band 13. Insel, Frankfurt am Main 1990, ISBN 3-458-16677-7, S. 236–238.
- Dieter Lamping: Das lyrische Gedicht. Definitionen zu Theorie und Geschichte der Gattung. Vandenhoeck & Ruprecht, Göttingen 1989, ISBN 3-525-20778-6, S. 91 f.
- Luigi Reitani: Reklame. In: Mathias Mayer (Hrsg.): Werke von Ingeborg Bachmann. Interpretationen. Reclam, Stuttgart 2002, ISBN 3-15-017517-8, S. 67–80.
- Georg Stanitzek: Werbung. In: Oliver Simons, Elisabeth Wagner (Hrsg.): Bachmanns Medien. Vorwerk 8, Berlin 2008, ISBN 978-3-930916-98-6, S. 132–147.